# Попихін Євген Миколайович
Євген Миколайович Попихін (19 лютого 1960, Москва, СРСР) — радянський хокеїст (захисник) і російський тренер. Майстер спорту СРСР міжнародного класу.

## Біографічні відомості
Вихованець московського «Динамо». Переможець молодіжної першості СРСР 1979 року. Срібний призер і кращий захисник юніорського чемпіонату Європи 1978 року. Переможець молодіжної першості світу 1980 року. Найбільш відомими серед його партнерів стали олімпійські чемпіони Володимир Крутов, Ігор Ларіонов і Сергій Свєтлов.
Першою командою майстрів стало харківське «Динамо», дебютант другої ліги. Наступні одинадцять сезонів захищав кольори динамівських колективів з Риги і Москви. У складі московського клубу двічі ставав чемпіоном і чотири рази призером чемпіонатів Радянського Союзу. Був капітаном команди. Учасник суперсерій проти клубів Національної хокейної ліги. 1990 року обирався до списку 34 кращих гравців сезону. У вищій лізі виходив на лід у 483 матчах (26+51).
У грудні 1990 року провів чотири матчі за національну збірну Радянського Союзу і став переможцем традиційного міжнародного турніру на призи московської газети «Известия». У складі другої збірної СРСР — шестиразовий переможець міжнародного турніру на призи газети «Ленинградская правда».
У швейцарському клубові «Давос» завершив ігрову кар'єру і розпочав тренерську діяльність (очолював молодіжну команду). Працював головним тренером у командах НЛА «Рапперсвіль-Йона» і «Фрібур-Готтерон».
2005 року повернувся до Росії. Працював у клубах «Локомотив» (Ярославль), «Хімік» (Митищі), «Торпедо» (Нижній Новгород), «Автомобіліст» (Єкатеринбург), «Динамо» (Мінськ, Білорусь), «Амур» (Хабаровськ), «Нафтохімік» (Нижньокамськ), «СКА-Нева» (Санкт-Петербург) і «Хумо» (Ташкент, Узбекистан).

## Досягнення
- Чемпіон СРСР (2): 1990, 1991
- Срібний призер (3): 1985, 1986, 1987
- Бронзовий призер (1): 1988
- Фіналіст Кубка СРСР (1): 1988
- Фіналіст Кубка ліги (1): 1989
- Чемпіон світу серед молоді (1): 1980
- Віце-чемпіон юніорського чемпіонату Європи (1): 1978
- Переможець турніру газети «Известия» (1): 1990
- Переможець турніру газети «Ленинградская правда» (6): 1984, 1985, 1986, 1987, 1990, 1991

## Статистика
Статистика виступів у збірній Радянського Союзу:
| № | Дата       | Місце  | Турнір          | Суперник       | Рахунок | Голи                                                        |
| - | ---------- | ------ | --------------- | -------------- | ------- | ----------------------------------------------------------- |
| 1 | 16.12.1990 | Москва | Приз «Известий» | Швеція         | 5:1     | Андрієвський (2), Каменський, Ковальов, Семак — Шедін       |
| 2 | 18.12.1990 | Москва | Приз «Известий» | Фінляндія      | 6:1     | Бякін, Каменський (2), Кравчук, Семак, Жамнов — Куркінен    |
| 3 | 20.12.1990 | Москва | Приз «Известий» | Канада         | 6:1     | Гордіюк, Ковальов, Масленников, Нємчинов (2), Юлдашев — Пек |
| 4 | 21.12.1990 | Москва | Приз «Известий» | Чехословаччина | 2:2     | Андрієвський, Буцаєв — Беранек, Хорват                      |

У юніорській і молодіжній збірних:
| Рік  | Команда          | Турнір | Місце | І | Г | П | О | ШХ |
| ---- | ---------------- | ------ | ----- | - | - | - | - | -- |
| 1978 | СРСР (юніорська) | ЮЧЄ    |       | 5 | 3 | 2 | 5 | 8  |
| 1980 | СРСР (молодіжна) | МЧС    |       | 5 | 0 | 1 | 1 | 4  |